# کولاری (سمدروو)
کولاری (به صربی: Kolari) یک منطقهٔ مسکونی در صربستان است که در اسمدرفو واقع شده‌است. کولاری ۱٬۱۹۶ نفر جمعیت دارد.